# 日本エレクトライク
株式会社日本エレクトライク（にっぽんエレクトライク、英語：ElecTrike Japan Co., Ltd.）は、日本の自動車メーカー。
略称はエレクトライク。ブランド名は「eTrike」（イー・トライク）。

## 概要
神奈川県川崎市に本社を置き、自動車の製造を手掛けるメーカーである。特に電気をエネルギー源とする三輪自動車を中心に、それらの開発、製造、販売、保守などを手掛けている。
2015年に国土交通省から型式認定を取得し、日本で16番目の自動車メーカーとなった。
日本に新たな自動車メーカーが誕生するのは光岡自動車以来19年ぶりである。

## 製品
日本エレクトライクの製品は、自動車の中でも、特に三輪自動車を中心に展開している。「eTrike」というブランド名の下で、三輪の電気自動車「eTrike・エレクトライク」を販売している。この三輪自動車は、バジャージ・オートのガソリン三輪自動車をベースにしており、日本エレクトライクの工場にて電気三輪自動車に改造され、市販されている。
また、橋本総業と協力し、ソーラーパネルによる太陽光発電で稼働する三輪自動車の開発にも取り組んでいる。

## 沿革
東海大学との電気三輪自動車の共同研究をきっかけに、2008年10月に設立された。しかし、大手企業から「型式認定のない改造車は危なっかしくて使えない」などと指摘されたことから、型式認定の取得を目指すこととなった。2015年6月、国土交通省が型式認定を与えると決定したことから、日本で16番目の自動車メーカーとなった。同年6月15日には、市長の福田紀彦も同席し、川崎市役所にて記者発表が行われ、主力製品である「エレクトライク」が披露された。